# طور (دراما)

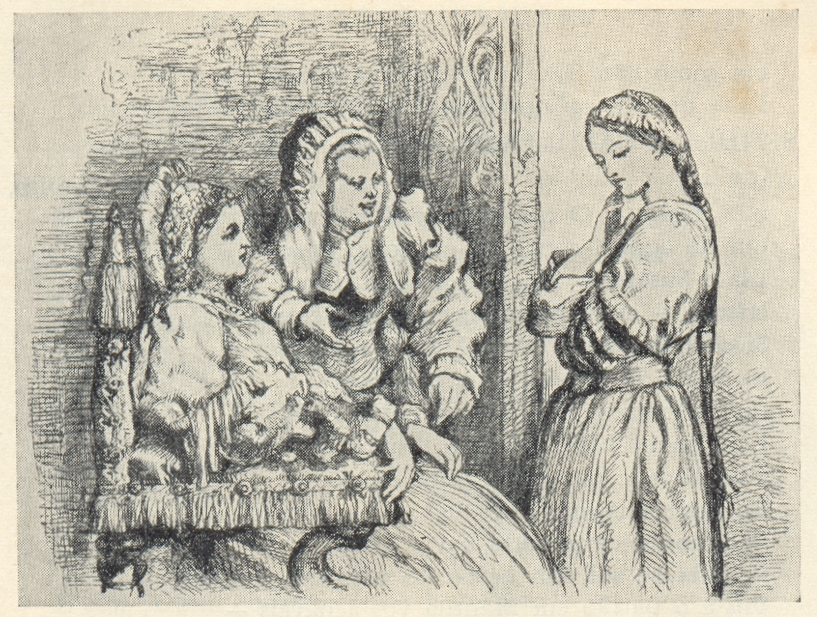
مشهد من مسرحية روميو وجولييت.

الطور هو تقسيم رئيسي لطور مسرحي، بما في ذلك مسرحية أو فيلم أو أوبرا أو مسرح موسيقي، يتكون من مشهد واحد أو أكثر. يمكن أن يشير المصطلح إما إلى تقسيم واعي داخل الطور بواسطة كاتب مسرحي (عادة ما يكون مؤلفًا من عدة مشاهد) أو وحدة تحليل لتقسيم الطور الدرامي إلى متواليات. كما هو مطبق، قد تتماشى هذه التعريفات وقد لا تتوافق. يمكن أيضًا استخدام كلمة الطور في الأقسام الرئيسية من وسائل الترفيه الأخرى، مثل العروض المتنوعة والبرامج التلفزيونية وعروض قاعة الموسيقى والملهى والأدب.

## أعمال ومشاهد
الطور هو جزء من مسرحية تحددها عناصر مثل الحركة الصاعدة والذروة والقرار. يمثل المشهد عادةً الأحداث التي تحدث في مكان واحد في وقت واحد، ويتم تمييزه من المشهد التالي بواسطة ستارة أو تعتيم أو إفراغ قصير من المسرح.
لكي نكون أكثر تحديدًا، تشتمل العناصر التي تنشئ حبكة المسرحية وتقسيمها إلى أفعال على العرض، الذي يعطي المعلومات، ويؤسس بقية القصة. عنصر آخر هو الحادثة المحرضة، والتي تبدأ كل الإجراءات التي ستتبعها. بالتوازي مع الحادثة التحريضية، يتم تشكيل السؤال الدرامي الرئيسي الذي يشتمل على بقية المسرحية. تتكون غالبية المسرحية من التعقيدات التي تغير الإجراء. هذه التعقيدات تؤدي إلى الأزمة، وهي النقطة الأخيرة في الحبكة. في هذه المرحلة، عادة ما تتم الإجابة على السؤال الدرامي الرئيسي. أخيرًا، هناك «القرار، المعروف أيضًا باسم الخاتمة»، وهو نهاية المسرحية، حيث يجتمع كل شيء معًا ويتم حل الموقف، مما يجعل الجمهور راضياً عن المسرحية ككل. هذه العناصر الأكثر تحديدًا من الحبكة هي الأشياء الرئيسية المستخدمة لتقسيم المسرحية إلى أفعال وأحيانًا مشاهد، في بعض الأحيان قد لا تنتهي المسرحية كموقف تم حله، فقد تترك الجمهور في ذروة ويكون لها تكملة لها.
على الرغم من أنه لا يوجد حد لعدد من الأعمال في طور درامي، قد استمدت بعض من تفسيرات مختلفة من أرسطو الصورة شاعرية، والذي يؤكد على أولوية مؤامرة على الطابع و «ترتيب منظم لأجزاء» وغيرها من الممكن اشتقاقها من البناء الدرامي.

## تاريخ
كان المسرح الروماني أول من قسم المسرحيات إلى عدد من الأعمال مفصولة بفواصل زمنية. يمكن تقسيم الأعمال إلى مزيد من المشاهد. في المسرح الكلاسيكي، يعتبر كل إعادة تجميع بين مداخل ومخارج الممثلين مشهدًا، بينما يصف الاستخدام اللاحق تغييرًا في المكان.
غالبًا ما يكون للمسرحيات الحديثة مستوى واحد فقط من البنية، والذي يمكن الإشارة إليه على أنه إما مشاهد أو يعمل حسب نزوة الكاتب، ويستغني بعض الكتاب عن الانقسامات الثابتة تمامًا.  عادة ما يتم فصل المشاهد المتتالية عن بعضها البعض في أي وقت أو مكان، ولكن الفصل بين الأفعال يتعلق بشكل أكبر بالبنية الدرامية الشاملة للقطعة. غالبًا ما تتزامن نهاية الطور مع قيام شخصية أو أكثر باتخاذ قرار مهم أو اتخاذ قرار مهم، وهو قرار له تأثير عميق على القصة التي يتم سردها. 
المسرح المعاصر، بما يتماشى مع كتابة السيناريو وأشكال جديدة، يميل نحو هيكل ثلاثي الطور. كثير الأوبرا وأكثر المسرحيات الموسيقية وتنقسم إلى اثنين فقط من الأفعال، إذن، في الممارسة الطورية، الاستراحة ينظر إليها على أنها تقسمها، وكلمة«طور» تأتي لاستخدامها في نصفين من عرض ما إذا كان البرنامج النصي يقسمها إلى أعمال أم لا.

## أصناف

### المسرحيات من فصل واحد
المسرحية من فصل واحد هي دراما قصيرة تتكون من فصل واحد فقط. لا تُستخدم العبارة لوصف مسرحية كاملة لا تستخدم تقسيمات الطور. على عكس المسرحيات الأخرى التي تُنشر عادةً مسرحية واحدة لكل كتاب، غالبًا ما تُنشر المسرحيات ذات الفصل الواحد في مختارات أو مجموعات. fhxhdhthsertj

### مسرحيات من ثلاثة فصول
في مسرحية من ثلاثة فصول، يكون لكل طور مزاج مختلف. في الهيكل الأكثر استخدامًا، يحتوي الطور الأول على الكثير من العناصر التمهيدية (أي، من وماذا ومتى وأين ولماذا وكيف)؛ عادة ما يكون الفصل الثاني هو الأغمق، مع وجود بوصلة أكبر للخصوم؛ والفصل الثالث له قرار (dénouement)، غالبًا مع سيطرة الأنصار.
- الطور الأول: يتم اكتشاف تعارض القصة. يتم العرض ومقدمة بطل الرواية والشخصيات الأخرى التي يلتقي بها بطل الرواية.[9] بالإضافة إلى الافتراض الدرامي والحادث المحرض (الحادث الذي يضع أحداث القصة في الحركة) يحدث تقريبًا في منتصف الطريق خلال الأول يمثل.
- الفصل الثاني: تواجه الشخصية الرئيسية عقبة تمنعها من تحقيق حاجتها الدرامية. يُعرف هذا باسم التعقيد. تصل الشخصية الرئيسية إلى أدنى نقطة لها، وتبدو أبعد ما تكون عن تلبية الحاجة الدرامية أو الموضوعية، ويبدو أنه ليس لديها طريقة للنجاح.[9]
- الفصل الثالث: تحدث الذروة بالإضافة إلى القرار (dénouement)، وهي فترة وجيزة من الهدوء في نهاية المسرحية حيث تعود حالة التوازن.[9]

### مسرحيات من خمسة فصول
حتى القرن الثامن عشر، تم تقسيم معظم المسرحيات إلى خمسة أعمال. عمل ويليام شكسبير، على سبيل المثال، يلتزم عمومًا ببنية من خمسة فصول. يُعرف هذا التنسيق بالمسرحية المكونة من خمسة فصول، وقد تم تحليلها بشكل مشهور بواسطة Gustav Freytag في Die Technik des Dramas (تقنيات درامية). لعبت الأعمال الخمسة وظائف محددة في الهيكل العام للمسرحية، ولكن في الأداء، لم يكن هناك بالضرورة أي فصل واضح بينهما.
ويستخدم هيكل من خمسة أجزاء مماثلة أيضا في التقليدية اليابانية نوح الدراما، وخصوصا من قبل زيامي موتوكيو. وصف الزيمي في عمله "Sandō" (المسارات الثلاثة) في الأصل مسرحية Noh المكونة من خمسة أجزاء (خمسة دان) بأنها الشكل المثالي. يبدأ ببطء وبشكل ميمون في الجزء الأول (جو)، وبناء الدراما والتوتر في الأجزاء الثانية والثالثة والرابعة (هكتار)، مع ذروة أكبر في دان الثالث، وينتهي بسرعة بالعودة إلى السلام والميمون في خامس دان (كيو).

## وسائل الإعلام الأخرى
كجزء من برنامج تلفزيوني، يمكن فصل كل طور فردي عن طريق الإعلانات التجارية. في الفيلم، يطور عدد من المشاهد المجمعة معًا على إحياء الطور السمعي البصري. يشار إلى الهيكل الثلاثي الطور بشكل شائع في التعديلات السينمائية للمسرحيات المسرحية.